# Despina Vavatsi
Despina Vavatsi, auch in der Schreibweise Despoina Vavatsi (griechisch Δέσποινα Βαβάτση, * 2. Mai 1978 in Serres) ist eine griechische Biathletin.
Despina Vavatsi lebt in Serres und startete für den Club of Serres. 1993 begann sie mit dem Biathlonsport. Ihr internationales Debüt gab die Griechin zum Auftakt der Saison 1999/2000 in Hochfilzen im Biathlon-Weltcup. Im Einzel belegte sie den 84. Platz. Erste internationale Meisterschaft wurden die Biathlon-Europameisterschaften 2000 in Kościelisko, wo sie im Einzel 38. wurde und im Sprint den 42. Platz belegte. Auch 2001 nahm sie an der EM teil, die in der Haute-Maurienne ausgetragen wurde, und erreichte die Ränge 31 im Einzel und 46 im Sprint. Kurz darauf startete sie auch bei den Biathlon-Weltmeisterschaften 2001 in Pokljuka und wurde dort 73. des Einzels und 68. im Sprint. Der 68. Platz im Sprint war zugleich das beste internationale Resultat, das sie noch einmal bei ihren nächsten internationalen Meisterschaften, den Olympischen Winterspielen 2002 von Salt Lake City im Einzel erreichte. Zudem wurde sie bei den Wettbewerben in Soldier Hollow 70. des Sprints. Nach den Spielen beendete sie ihre internationale Karriere.

## Biathlon-Weltcup-Platzierungen
Die Tabelle zeigt alle Platzierungen (je nach Austragungsjahr einschließlich Olympische Spiele und Weltmeisterschaften).
- 1.–3. Platz: Anzahl der Podiumsplatzierungen
- Top 10: Anzahl der Platzierungen unter den ersten zehn (einschließlich Podium)
- Punkteränge: Anzahl der Platzierungen innerhalb der Punkteränge (einschließlich Podium und Top 10)
- Starts: Anzahl gelaufener Rennen in der jeweiligen Disziplin

| Platzierung         | Einzel | Sprint | Verfolgung | Massenstart | Team | Staffel | Gesamt |
| ------------------- | ------ | ------ | ---------- | ----------- | ---- | ------- | ------ |
| 1. Platz            |        |        |            |             |      |         |        |
| 2. Platz            |        |        |            |             |      |         |        |
| 3. Platz            |        |        |            |             |      |         |        |
| Top 10              |        |        |            |             |      |         |        |
| Punkteränge         |        |        |            |             | 2    |         | 2      |
| Starts              | 9      | 16     |            |             | 2    |         | 27     |
| Stand: Karriereende |        |        |            |             |      |         |        |